# Грејз
Грејз (енгл. Grays) је град у Уједињеном Краљевству у Енглеској. Према процени из 2007. у граду је живело 74.559 становника.

## Становништво
Према процени, у граду је 2008. живело 74.559 становника.
| 1981.  | 1991.  | 2001.  |
| ------ | ------ | ------ |
| 45,881 | 50,145 | 64,173 |